# Garlaschelli
Garlaschelli is een Italiaans historisch merk van motorfietsen.
De bedrijfsnaam was Construzioni Mecchanique Angelo Garlaschelli, Milano.
Angelo Garlaschelli produceerde van 1922 tot 1927 lichte motorfietsen. Het waren vooral tweetaktmotoren van 65-, 123- en 173 cc, maar in de - in Italië populaire - 175cc-klasse was er ook een kopklepmotor. Alle motoren werden in eigen beheer ontwikkeld en gebouwd.